# Matt King
Matthew Carl King (Exeter, 19 de fevereiro de 2002) é um nadador estadunidense.

## Carreira
King ganhou os títulos de estilo livre de 50 e 100 metros no Campeonato dos EUA em 2022 e tem competido pela seleção dos EUA desde então.
Em 2023 participou pela primeira vez do Campeonato Mundial. Em Fukuoka conquistou todo o conjunto de medalhas com a equipe de revezamento dos EUA e sagrou-se campeão mundial no medley 4x100 metros, embora tenha sido utilizado apenas na bateria preliminar. Em 2024, em Doha, King sagrou-se novamente campeão mundial com o revezamento 4 × 100 m medley e conquistou mais duas medalhas de bronze no revezamento estilo livre masculino e na competição mista.
Em 2024, nos Jogos Olímpicos de Paris, o revezamento 4 x 100 metros livre com Jack Alexy, Chris Guiliano, Hunter Armstrong e Caeleb Dressel venceu por mais de um segundo à frente dos australianos. Ryan Held e Matt King estiveram presentes na fase preliminar.